# Könemann (Unternehmen)
Das Barsortiment Könemann, ein Familienunternehmen mit Sitz in Hagen, ist ein Großhändler für Bücher und andere Medien und wurde im Jahre 1972 – damals noch als Teil des Presse Grosso Könemann – gegründet; seit 1986 firmierte es eigenständig als Könemann GmbH & Co. KG.
Das Unternehmen gehörte bis 2012 zu den vier größten Buchgroßhändlern (neben Koch, Neff und Volckmar, Libri und Umbreit) und beschäftigte etwa 250 Mitarbeiter. Im Oktober 2011 wurde bekanntgegeben, dass die Firma Könemann GmbH & Co. KG im August 2012 in einem Joint Venture mit dem Barsortiment Libri aufgehen wird. Das aus diesem Zusammengehen neu entstandene Unternehmen firmiert als Barsortiment Könemann Vertriebs GmbH mit Sitz in Hamburg und Betriebsstätte in Hagen. Kernpunkt der Vereinbarung war, dass das Könemann-Lager in Hagen aufgegeben wird und die Kunden fortan aus dem Libri-Lager in Bad Hersfeld beliefert werden, im Namen und auf Rechnung der Barsortiment Könemann Vertriebs GmbH. Die Geschäftsanteile sind so verteilt worden, dass das Barsortiment Libri 51 % der Geschäftsanteile hält, die Brüder Stefan und Jörg Könemann 49 %. Geschäftsführer sind Stefan Könemann und Alyna Wnukowsky.
Die Barsortiment Könemann Vertriebs GmbH ist über die Miteigentümerin Libri GmbH auch Teil der Tolino Allianz.